# Banco de Chile
Banco de Chile es una entidad financiera que opera en Chile. Cuenta con una red de sucursales presentes en gran parte del país, cajeros automáticos y otros canales de distribución electrónicos. Proporciona productos y servicios financieros a grandes corporaciones, pequeñas y medianas empresas, y a personas. Sus cajeros automáticos se encuentran conectados a la red interbancaria Redbanc, de la cual el banco controla un 38,13% de su propiedad.

## Historia
Creado en octubre de 1893, oficialmente inició sus operaciones como banco el 2 de enero de 1894 tras la fusión de tres de las más importantes entidades bancarias del siglo XIX: Banco de Valparaíso (1855), Banco Nacional de Chile (1865) y Banco Agrícola (1868), las cuales crearon —de forma simultánea— el Banco de Chile (dedicado a recepción de depósitos y descuento de valores) y el Banco Hipotecario de Chile (dedicado a otorgar préstamos sobre hipotecas de bienes raíces).
La institución logra superar la crisis económica de 1929, y continúa su desarrollo gracias a su base de capital. Se mantiene entonces como el principal banco del país y una de las sociedades anónimas más respetadas. En 1940 incorpora pasivos de otras entidades financieras en liquidación y compra acciones de importantes empresas comerciales y de servicios. 
Luego del proceso de estatización de la banca propiciado por el gobierno, la Corporación de Fomento de la Producción (CORFO) se convierte en el mayor accionista del Banco en 1973, con derecho a designar al presidente del Directorio. La entidad, sin embargo, es reprivatizada en 1975. Dos años más tarde crea Leasing Andino en asociación con Banco de Vizcaya de España, y con Orient Leasing de Japón. En diciembre de 1978 fue uno de los primeros —junto con los bancos Continental, O'Higgins y Sud Americano, además de la financiera Finansa— en operar tarjetas de crédito en Chile, a través de Diners Club. Ese mismo año se incorpora a la primera edición de la campaña solidaria Teletón, asumiendo como entidad recaudadora de los aportes, poniendo a disposición parte de su red de sucursales y canales de atención para recibir donaciones del público general.
En 1982 comienza el proceso de internacionalización y se abre una sucursal en Nueva York, Estados Unidos. En el mismo año, en el contexto de la crisis financiera global y local, Banco de Chile es intervenido por la autoridad para enfrentar el deterioro de su cartera de préstamos y una base patrimonial comprometida. Producto de un rescate otorgado por el Banco Central de Chile, la sociedad matriz de la institución bancaria mantuvo una deuda subordinada hasta fines de abril de 2019, cuando fue pagada su última cuota.
En 1987, a través de un proceso de capitalización, la propiedad y el control del Banco son traspasados nuevamente a inversionistas privados. La institución adquiere los activos y pasivos del Banco Continental y absorbe las operaciones del Banco Morgan Finansa. 
Ya en la década de 1990, Banco de Chile establece oficinas de representación en Miami, Buenos Aires, São Paulo y Ciudad de México. Durante 1993 crea Banco CrediChile, una división especializada en el otorgamiento de créditos de consumo a personas de ingresos medios y bajos. 
En diciembre de 2001, el Grupo Luksic toma el control del Banco, luego de alcanzar el 51 % de la propiedad a través de Quiñenco S.A.
En 2002 se autoriza la fusión con Banco de A. Edwards, también controlado por Quiñenco, mientras que en diciembre de 2007 se acuerda la fusión entre Banco de Chile y Citibank Chile, proceso que concluyó el 1 de enero de 2008, marcando así un nuevo hito en la historia de la institución, integrándose a una de las mayores redes de servicios financieros en el mundo.
En agosto de 2020 el banco lanzó una cuenta vista digital, sin cobros de mantención ni por transferencias asociada a una tarjeta de débito Visa. Este tipo de cuenta, limitada a un monto máximo de 2,5 millones de pesos chilenos, fue creada para competir con otros servicios financieros del mismo segmento, como la Cuenta RUT de Banco del Estado de Chile o Cuenta Life de Banco Santander Chile. Además, su objetivo es fomentar la banca electrónica en el país más bancarizado bajo esta modalidad en América Latina.
Durante el primer trimestre de 2022 la entidad anunció el cierre definitivo de la división de consumo CrediChile, traspasando a sus clientes a la cartera de Banco de Chile. Adicionalmente, en abril estrenó su primera cuenta corriente digital.

## Casa matriz

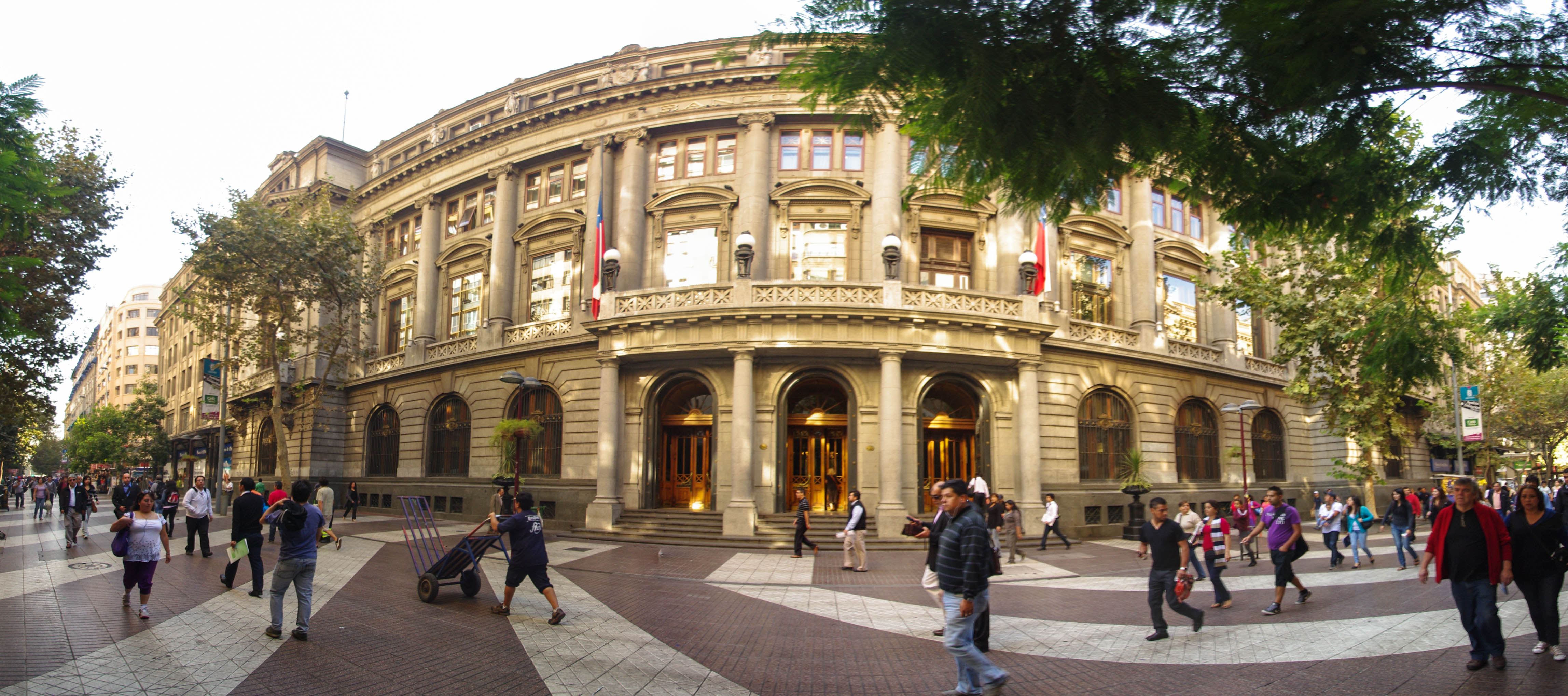
Panorámica de la Casa matriz del Banco de Chile.

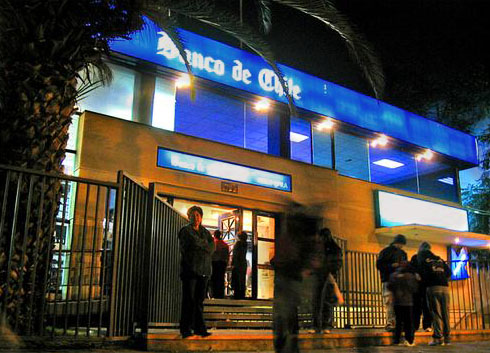
Sucursal del banco en Maipú, abierto extraordinariamente durante la noche por la Teletón 2006.

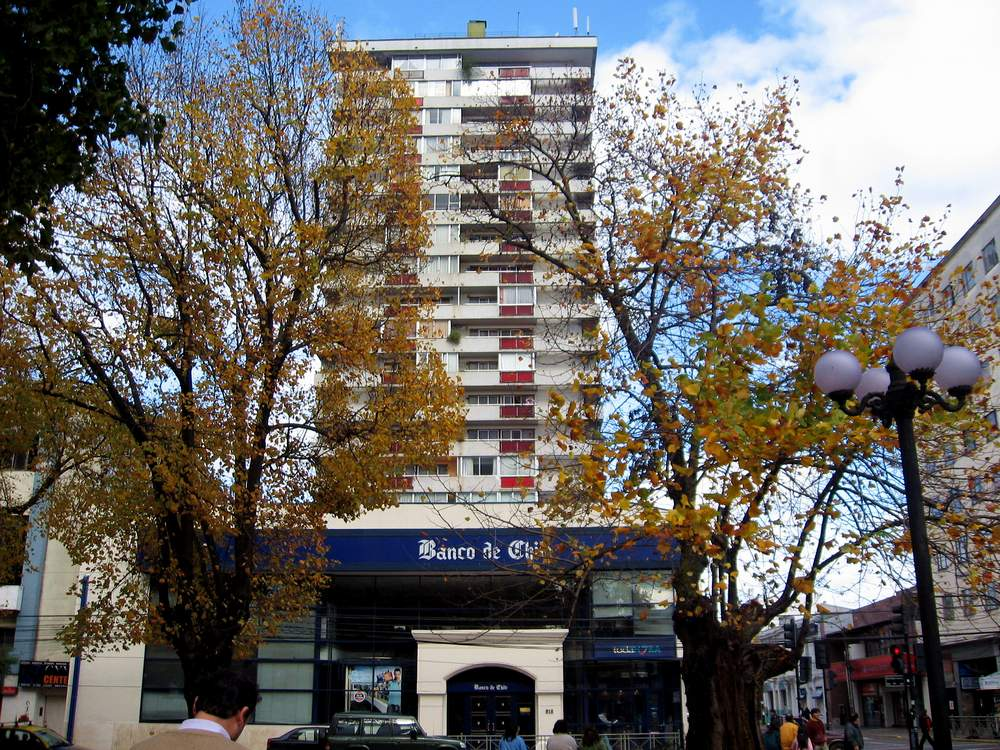
Sucursal del banco en Temuco.

En 1922 Banco de Chile inicia la construcción de su Casa Matriz ubicada en la calle Ahumada 251, en pleno centro de Santiago.
Diseñado en 1921 por Alberto Siegel Lübbe, arquitecto austriaco nacionalizado chileno, el edificio sigue un estilo neoclásico, destacando su cúpula circular, escaleras de mármol y amplios espacios para la atención del público.
Con la participación de 1.000 hombres en la construcción, finalmente la obra fue inaugurada en abril de 1926, convirtiéndose en uno de los edificios más imponentes de la capital, lo que lo llevó a ser declarado inmueble de conservación histórica.

## Iconografía corporativa
A partir de 1991, y armonizando con las nuevas tendencias del mercado, Banco de Chile dio inicio al proceso de renovación de su imagen corporativa, a través de la estilización del logotipo y la definición del azul como color institucional. La marca fue reconocida como símbolo de calidad y eficiencia.

## Propiedad
La institución, al 31 de diciembre de 2021, posee 17.072 accionistas. Sus acciones se transan actualmente en la Bolsa de Santiago y en el programa American Depositary Receipts (ADR) de la Bolsa de Nueva York.
El grupo LQIF, perteneciente en partes iguales a Quiñenco y Citigroup, controla el 51,2% de la propiedad de la institución a través de LQ Inversiones Financieras S.A. e Inversiones LQ SM Ltda. Con una participación minoritaria está el Grupo Ergas (4,3%), las administradoras de fondos de pensiones (AFP) (4,8%), accionistas extranjeros (15,9%) y otros accionistas locales (23,8%).

## Operaciones
Las operaciones se organizan en torno a seis principales divisiones comerciales: operaciones de grandes corporaciones, de pequeñas y medianas empresas, mercado de personas, mercado de consumo, actividades bancarias internacionales y operaciones del mercado de valores.
Adicionalmente, las empresas filiales completan la gama de servicios financieros, con operaciones de securitización, corretaje de valores, inversión y fondos mutuos; seguros, asesoría financiera y factoring, entre otras.

## Filiales
Las empresas filiales que ofrecen servicios financieros complementarios a las actividades propias del Banco son: 
- BanChile Corredores de Bolsa S.A.: Entrega una oferta de servicios de compra y venta de acciones y bonos. Opera en la Bolsa de Comercio de Santiago y en la Bolsa Electrónica de Chile.
- BanChile Administradora General de Fondos (AGF): Ofrece una amplia gama de alternativas de inversión y una completa asesoría en administración de activos.
- BanChile Citi Global Markets: Apoya a los clientes en aperturas a la bolsa, aumentos de capital, venta y compra de paquetes de acciones, colocaciones de capital privado, ofertas públicas de acciones (OPAs), fusiones y adquisiciones, y valorización de empresas o líneas de negocio, entre otros.
- BanChile Corredores de Seguros Ltda.: Se encarga de la intermediación de seguros de vida y generales a través de una amplia oferta de productos y servicios.
- BanChile Securitizadora S.A.: Cuenta con vasta experiencia y conocimiento en la estructuración y colocación de bonos securitizados.
- Promarket S.A.: Realiza la gestión comercial y de preevaluación de nuevos clientes del banco. Cuenta con presencia desde Iquique a Puerto Montt. En la actualidad esta filial, fue absorbida totalmente por el Banco, desapareciendo de sus filiales.
- Socofin S.A.: Empresa filial que aplica estrategias de cobranza diferenciadas por segmento de clientes, niveles de morosidad y nivel de exposición.

## Presencia internacional
- En 1982 abrió la primera sucursal de un banco chileno en Nueva York, Estados Unidos.[cita requerida]
- En 1995 inauguró su agencia en Miami, Estados Unidos.[cita requerida]
- En el período 1996-1997 abrió oficinas en Ciudad de México, Caracas, Buenos Aires y São Paulo.[cita requerida]
- En 2006 inauguró su oficina en Pekín, China, siendo la primera representación bancaria latinoamericana en la capital china.[cita requerida]

Actualmente, el Banco de Chile promueve su red internacional por medio de la presencia del Citibank a nivel mundial.